# Verbandsbeteiligung
Die Verbandsbeteiligung ist ein Begriff der im Zusammenhang mit dem Umweltrecht und spezifischer mit den Mitwirkungs- bzw. Beteiligungsrechten und Informationsrechte von Naturschutzgruppierungen genutzt wird und sich auf verschiedene Bundes- und Landesgesetze bezieht.
Die Verbandsbeteiligung gibt den nach § 3 des Umwelt-Rechtsbehelfsgesetzes anerkannten Naturschutzgruppierungen ein Informationsrecht und ein Recht auf Mitwirkung bei umweltrelevanten Themen, soweit sie ihre sich selbst gestellten Aufgaben berührt, die in den Verbandssatzungen verankert sein müssen.
Zusammen mit den aus den §§ 4, 6 – 8 der Aarhus-Konvention entsprungenen Bundesgesetzen
- Umweltinformationsgesetz,
- Öffentlichkeitsbeteiligungsgesetz und
- Umwelt-Rechtsbehelfsgesetz

und deren Umsetzungen auf Landesebene in Landesgesetzen
und dem § 63 aus dem Gesetz über Naturschutz und Landschaftspflege (Bundesnaturschutzgesetz, BNatSchG) und deren Umsetzung auf Landesebene in Landesgesetzen ergeben sich die Rechte, die die Grundlage der Verbandsbeteiligung bilden.